# Federico Vanga

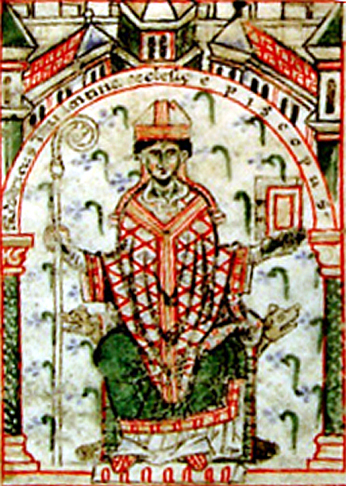
Federico Vanga em iluminura do Codex Vangianus.

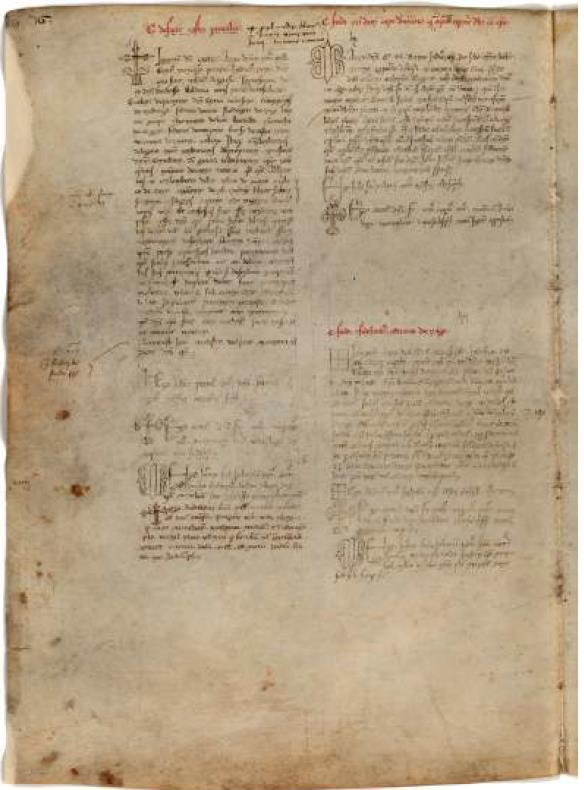
Página do Codex Vangianus.

Federico Vanga ou Wanga (em alemão, Friedrich von Wanga) (? – Acre (Israel), 6 de novembro de 1218) foi um nobre e bispo católico italiano, titular do Principado Episcopal de Trento.
Nasceu em uma família nobre oriunda de Val Venosta, muito bem relacionada e aparentada com famílias importantes da região, incluindo a casa imperial de Welf. Seu pai, Adelperone I, matinha seus principais interesses econômicos em Renon. Sobre seus primeiros anos e formação eclesiástica nada se sabe. Seu primeiro registro é de 1197, no qual aparece como cônego de Augsburgo. Tornou-se decano do Capítulo de Bressanone e em 1207 foi eleito príncipe-bispo de Trento. Manteve proximidade com Sacro Império a fim de consolidar sua autoridade secular e restabelecer os direitos espoliados da Diocese, assumindo o governo depois de um difícil período de sede vacante em que ocorreu muita agitação política e militar, enfrentando ele mesmo rebeliões entre 1208 e 1210. Participou do séquito que acompanhou Frederico II para sua coroação imperial, e em 1213 obteve do imperador a designação de legado imperial para a Lombardia e a Marca Veronesa até Túscia e a Romagna, e o título vitalício de vigário imperial. Nos anos seguintes reconquistou territórios perdidos por seus antecessores, conseguiu pacificar a região trentina e controlar melhor a nobreza, iniciando uma fase de estabilidade e prosperidade. Marcou sua presença em muitos pontos do principado em viagens pastorais e administrativas, conhecendo de perto o seu território. Facilitaram sua atuação a aliança estabelecida com o príncipe-bispo de Bressanone, outro importante potentado regional, sua intimidade com os imperadores e o casamento de sua irmã com o poderoso conde do Tirol, cuja família tinha um longo passado de rivalidade com os bispos e era inimiga intermitente do principado, o qual tinha antigas pretensões de controlar, tendo-lhe causado historicamente muitas perdas de privilégios e de área física, impondo-lhe repetidas humilhações. Viajou muito para o exterior e foi importante organizador do partido imperial nas regiões de Pádua, Verona e Módena. Participou das dietas imperiais de Ratisbona (1213), Augsburgo (1214) e  Nuremberg (1217).
Reconstruiu o palácio episcopal de Trento, embelezou a capital atraindo e patrocinando artistas e arquitetos renomados, e deu início às obras da nova Catedral. Também procedeu a uma reorganização administrativa do principado e a uma renovação de muitas estruturas arquitetônicas no território, incluindo igrejas, castelos e fortificações. Ampliou o patrimônio direto da Diocese adquirindo castelos e terras. Fundou hospitais e conventos, ordenou a elaboração de luxuosos livros rituais para o culto, e é lembrado principalmente por ter ordenado a organização e cópia de uma extensa documentação oficial que se encontrava dispersa, reunindo leis, contratos, investiduras, processos judiciais, relatórios econômicos, tratados, correspondência diplomática e outros documentos, supervisionando atentamente os trabalhos de transcrição e fazendo registros de próprio punho. O resultado foi o hoje célebre Codex Vangianus, iniciado em torno de 1215. Além de ser uma preciosa preservação do conteúdo de documentos que mais tarde foram em boa parte perdidos, o códice é uma síntese da história e dos costumes de sua época, e uma expressão da autoconsciência do seu mentor como um governante capaz e benemérito que deixaria um valioso legado, no qual se inclui conspicuamente o próprio códice. Seus sucessores ampliariam a documentação reunida inicialmente, cobrindo, em sua condição atual, um período de quase três séculos. É uma das principais fontes para a historiografia do principado na Idade Média. Vanga faleceu quando estava em peregrinação à Terra Santa, acompanhando a Quinta Cruzada. Foi sepultado na igreja dos Cavaleiros Teutônicos em Acre, Israel. Hoje é visto como um dos principais governantes de Trento e um dos maiores mecenas de sua geração nos domínios imperiais.